# Bradley, Staffordshire
Bradley är en ort och civil parish i Storbritannien.   Den ligger i grevskapet Staffordshire och riksdelen England, i den södra delen av landet, 200 km nordväst om huvudstaden London. Antalet invånare är 395. Arean är 18,6 kvadratkilometer.
Terrängen i Bradley är platt.